# Dicliptera sexangularis
Dicliptera sexangularis es una especie de planta floral del género Dicliptera, familia Acanthaceae. Fue descripta por primera vez por Juss.

## Descripción
Se encuentra a altitudes de 30–435 metros. Es una planta que tiene propiedades medicinales.

## Distribución
Es nativa de Bahamas, Belice, Bolivia, Colombia, Costa Rica, Cuba, República Dominicana, El Salvador, Florida, Guayana Francesa, Guatemala, Guyana, Haití, Honduras, Jamaica, islas de Sotavento, Centro de México, Golfo de México, Noreste de México, Sureste de México, Suroeste de México, Panamá, Puerto Rico, Surinam, Texas, Trinidad y Tobago, Islas Turcas y Caicos y Venezuela.